# Albert von Puttkamer
Albert Freiherr von Puttkamer (* 5. August 1797 in Zemlin, Kreis Cammin; † 1861) war ein königlich-preußischer Landrat und Politiker.

## Leben

### Herkunft
Albert von Puttkamer war der Sohn des Landrates Lorenz Friedrich von Puttkamer (1741–1814) und dessen zweiter Ehefrau Eleonore Moldenhauer (1764–1838). Sein Bruder Eugen von Puttkamer war der spätere Polizeipräsident von Berlin sowie Regierungspräsident in Frankfurt (Oder) und Oberpräsident der Provinz Posen.

### Werdegang
Puttkamer wirkte als Landrat in den preußischen Landkreisen Czarnikau (1849–1853) und Samter (1853–1860) der Provinz Posen. 1859 bis 1861 war er Abgeordneter im Preußischen Abgeordnetenhaus.

### Familie
Er heiratete am 2. September 1818 in Berlin Wilhelmine Auguste von Pape (* 6. April 1792; † 24. April 1834). Das Paar hatte mehrere Kinder:
- Albert August Waldemar (1819–1899) ⚭ 8. April 1867 Ernestine Luise Emilie Fieke genannt Schönfisch (1843–1916)
- Sidonie Emilie Johanna (1824–1912) ⚭ 8. April 1856 Eugen von Puttkamer (1800–1874)
- Albert August Maximilian (1831–1906) ⚭  2. Dezember 1865 Anna Lucie Karoline Alberta Weise (1847–1923).